# تور اسرارآمیز و جادویی
تور اسرارآمیز و جادویی (به انگلیسی: Magical Mystery Tour) نام یک آلبوم پرآهنگ دوطرفه و یک آلبوم چندآهنگه از گروه راک و چهار نفری بیتلز و تولید شده توسط جرج مارتین است. آلبوم پر آهنگ شامل یازده آهنگ است که شش آهنگ آن، آلبوم چند آهنگه را تشکیل می‌دهند. از این شش آهنگ مشترک در هر دو آلبوم، برای موسیقی متن فیلمی همنام با نام آلبوم‌ها استفاده شد. بیتل‌ها در این فیلم نقش آفرینی کردند.